# Un paradiso
Un paradiso è un cortometraggio del 1994 scritto e diretto da Paolo Sorrentino e Stefano Russo.

## Trama
Un uomo si suicida lanciandosi da un cavalcavia. Un attimo prima di morire rivive il momento più importante della sua esistenza.